# Давидівка (Березівська сільська громада)
Дави́дівка — село в Україні, у Березівській сільській територіальній громаді Житомирського району Житомирської області. Населення становить 271 осіб (2001).

## Історія
На мапах 1850 року значиться як хутір Миколи Васильовича Александровського (польськ. — Aleksandrowski).
Станом на 1860 рік зустрічається під назвою Давидівка. Наприкінці десятиліття землі зазначені у володінні Павла, Антоніни та Маргарити Александровських.
Село Давидівка Троянівської волості Житомирського повіту Волинської губернії у 1900 році налічувало 17 дворів, 83 жителя, а 1906 року — 16 дворів та 91 житель. Відстань від повітового міста 16 верст, від волості — 28.
За даними 1923 року в селі Давидівка Троянівської волості, Троянівського району, що входило до складу Врангелівської сільради, нараховувалось 87 дворів, у яких проживало 445 чоловік.
В період 1924—1925 років Давидівка мала назву Олександрівка та входила до складу Барашівської селищної ради.
Під час колективізації один з хуторів Олександрівки було перенесено до річки Лісна і об'єднано з хутором Давида під єдиною назвою Давидівка.
Село постраждало внаслідок геноциду українського народу, проведеного урядом СРСР 1932—1933. Так, достеменно відомо імена 15 чоловік.
У 1946—1961-х роках село знову мало назву Олександрівка.
З 12 травня 1958 року у складі Іванівської сільської ради.
Згодом, у 1980-х роках, на місті колишнього Олександрівського хутора, утворено «Давидівський садово-дачний масив».
12 червня 2020 року, відповідно до розпорядження Кабінету Міністрів України № 711-р «Про визначення адміністративних центрів та затвердження територій територіальних громад Житомирської області», територію та населені пункти Іванівської сільської ради Житомирського району, включено до складу Березівської сільської територіальної громади Житомирського району Житомирської області.

## Населення

### Мова
Розподіл населення за рідною мовою за даними перепису 2001 року:
| Мова            | Кількість | Відсоток |
| --------------- | --------- | -------- |
| українська      | 257       | 94.83%   |
| російська       | 12        | 4.43%    |
| білоруська      | 1         | 0.37%    |
| інші/не вказали | 1         | 0.37%    |
| Усього          | 271       | 100%     |